# Joan London
Joan Elizabeth London (Perth, 24 luglio 1948) è una scrittrice australiana.

## Biografia
Nata a Perth nel 1948, vive e lavora a Fremantle.
La più giovane di 4 sorelle, dopo gli studi di francese e inglese all'Università dell'Australia Occidentale, ha insegnato lingua inglese.
Ha esordito nel 1986 con la raccolta di racconti Sister Ships vincitrice del premio The Age Book of the Year e in seguito ha dato alle stampe 3 romanzi e altre due collezioni di short-stories.
Con L'età d'oro, nascita ed evoluzione di una storia d'amore che inizia negli anni '50 all'interno di una clinica, ha vinto il Premio Patrick White nel 2015.

## Opere

### Romanzi
- Gilgamesh (2001)
- The Good Parents (2008)
- L'età d'oro (The Golden Age, 2014), Roma, edizioni E/O, 2017 traduzione di Silvia Castoldi ISBN 978-88-6632-856-8.

### Raccolte di racconti
- Sister Ships (1986)
- Letter to Constantine (1993)
- New Dark Age (2004)

## Premi e riconoscimenti
- The Age Book of the Year: 1986 vincitrice con Sister Ships
- Premio Patrick White: 2015
- Prime Minister's Literary Award: 2015 vincitrice con L'età dell'oro